# Giwʿon haChadascha
Giw'on haChadascha  (hebräisch גִּבְעוֹן הַחֲדָשָׁה) ist eine israelische Siedlung im besetzten Westjordanland.

## Geschichte
Die Siedlung wurde nach der biblischen Stadt Gibeon benannt, die in der hebräischen Bibel (vorwiegend in Jos 10,10  und Jos 10,12 ) erwähnt wird und die sich in der Nähe befunden haben soll. Sie wird vom Regionalrat Mateh Benjamin verwaltet. Eine jüdische Siedlung wurde erstmals 1895 von jemenitischen Juden errichtet, aber nach mehreren Jahren wieder aufgegeben. Diese kauften das Land. 1924 kam es zu einer Neubesiedlung. Die Siedler wurden aber 1929 von ihren arabischen Nachbarn gewaltsam vertrieben. 1948 übernahm die jordanische Regierung das Gebiet und nutzte es als eine Militärbasis. 1977 wurde die jüdische Siedlung mit Hilfe der Gusch Emunim neugegründet. Seit 2007 verläuft am Rande der Siedlung ein  Trennzaun, welcher Israel von den palästinensischen Gebieten trennt. Dieser Zaun führte zu Spannungen zwischen den Siedlern und den umliegenden palästinensischen Dörfern. So wurden arabische Bauern von ihren Feldern auf der anderen Seite des Zauns abgeschnitten.
Israel konfiszierte Land von drei nahegelegenen palästinensischen Dörfern, um die Siedlung zu errichten:
- 186 Dunam von Biddu (arabisch بدّو)[2]
- 159 Dunam von Bait Idschsa (arabisch بيت إجزا),[3] sowie
- 13 Dunam von al-Dschib (arabisch الجيب).[4]

2017 zählte die Siedlung 1139 israelische Bewohner.